# Gliocladium deliquescens
Gliocladium deliquescens är en svampart som beskrevs av Sopp 1912. Gliocladium deliquescens ingår i släktet Gliocladium och familjen Hypocreaceae.   Inga underarter finns listade i Catalogue of Life.